# 冨安由真
冨安 由真（とみやす ゆま、1983年 - ）は、日本の現代アーティスト。

## 概要
1983年、東京都生まれ。
2005年に渡英し、ロンドン芸術大学チェルシー・カレッジ・オブ・アーツ、ファインアート科にて学部と修士を学ぶ。2012年に帰国。
2017年東京藝術大学大学院美術研究科博士後期課程美術専攻修了、博士号取得。

## 展示
- 「KAAT EXHIBITION 2020 冨安由真展｜漂泊する幻影」（2021年、KAAT 神奈川芸術劇場、 神奈川）
- 「アペルト15 冨安由真 The Pale Horse」（2021-22年、金沢21世紀美術館、石川）
- 「The Doom」（2021-22年、ART FRONT GALLERY、東京）
- 「瀬戸内国際芸術祭 2022」（2022年、豊島、香川）
- 「Paintings from かげたちのみる夢 Remains of Shadowings」（2023年、ART FRONT GALLERY、東京）[3]